# Pseudorus mexicanus
Pseudorus mexicanus är en tvåvingeart som först beskrevs av Stanley Willard Bromley 1951.  Pseudorus mexicanus ingår i släktet Pseudorus och familjen rovflugor. Inga underarter finns listade i Catalogue of Life.